# Rivalta di Torino
Rivalta di Torino (piemontesisch Rivàota) ist eine Gemeinde in der italienischen Metropolitanstadt Turin (TO) in der Region Piemont.

## Lage und Einwohner
Der Ort liegt rund 20 km westlich von Turin auf einer Höhe von 295 m über dem Meeresspiegel. Das Gemeindegebiet umfasst eine Fläche von 25 km² und hat 20.195 Einwohner (Stand 31. Dezember 2023). Zur Gemeinde gehören die Fraktionen Pasta, Tetti Francesi und Gerbole. 
Die Nachbargemeinden sind Rivoli, Villarbasse, Orbassano, Sangano, Bruino, Piossasco und Volvera.

## Geschichte

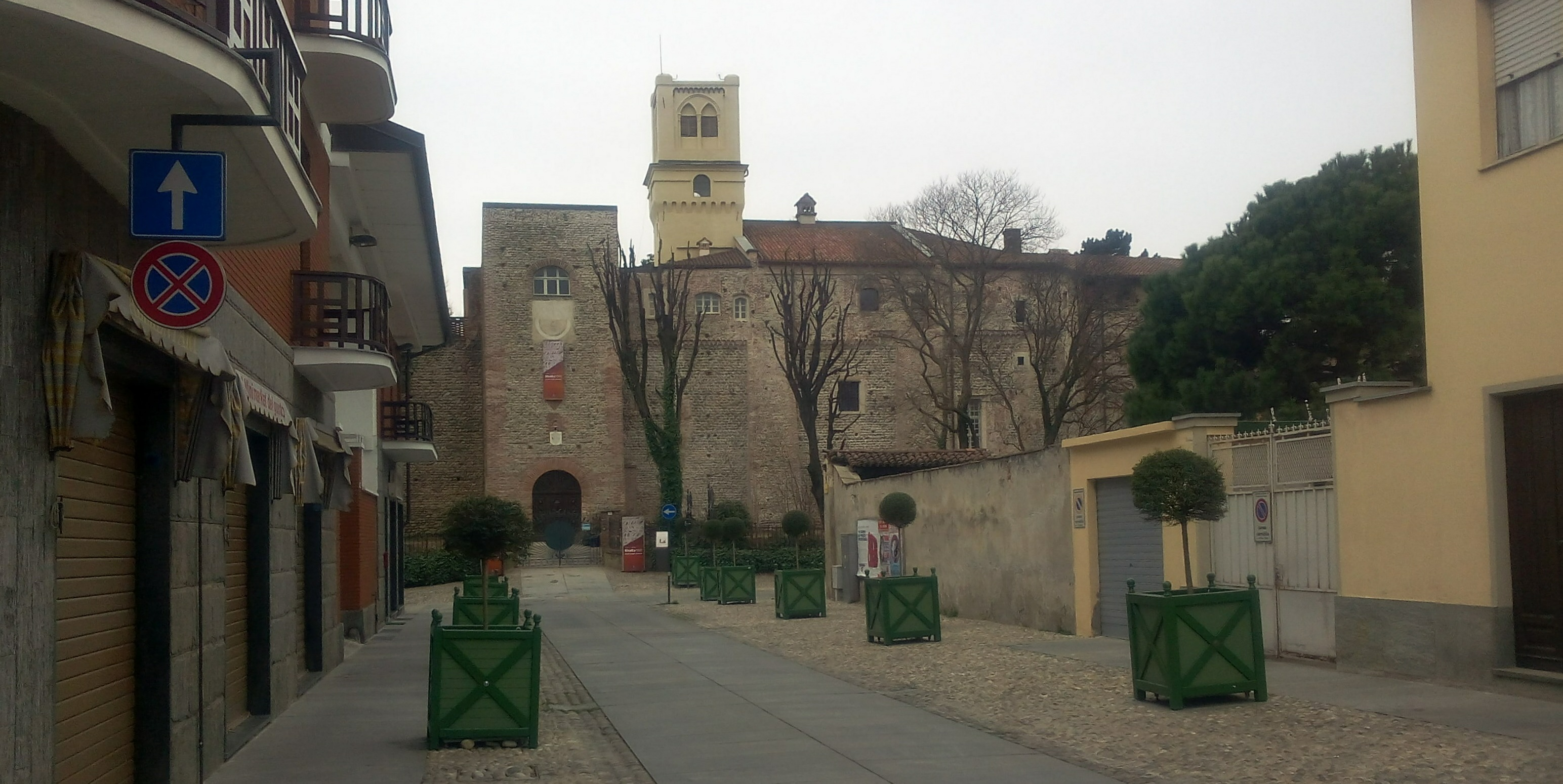
Rivalta di Torino

Der Ortsname leitet sich vom lateinischen Wort Ripalta ab, was „hohes Ufer“ bedeutet, und bezieht sich auf die Tatsache, dass es sich auf der höchsten Seite des Sangone befindet. Rivalta wurde als befestigtes Castrum von adligen Feudalherren des 11. Jahrhunderts gegründet. Im Jahr 1176 wurde es von den Truppen Federico Barbarossas geplündert. Die Geschichte der Stadt ist eng mit dem Schicksal der bekannten Burg verbunden, die um das 11. Jahrhundert auf dem südlichen Hügel des Dorfes erbaut wurde und noch heute über die Via Orsini erreichbar ist. Im Jahr 1176 fiel Rivalta an das Bistum Arduino di Valperga, wurde jedoch von den Truppen Heinrichs VII. von Luxemburg teilweise zerstört und gelangte danach in die Hände der Orsini.
Mitte des 19. Jahrhunderts wurde Rivalta von einer Cholera-Epidemie und einem Rückgang der landwirtschaftlichen Produktion aufgrund neuer Parasiten heimgesucht. Nach der Vereinigung Italiens kam es zu einem wirtschaftlichen Aufschwung mit neuen Werken und bedeutender handwerklicher Tätigkeit. Im Ersten Weltkrieg hatte Rivalta 28 Opfer zu beklagen und beherbergte auch Flüchtlinge aus den während des Konflikts angegriffenen Gebieten.
Während des Zweiten Weltkriegs wurden 13 Menschen aus Rivaglia getötet oder vermisst. Nach dem 8. September 1943 kam es auch in Rivalta zu Partisanenaktivitäten, mit 15 Opfern unter den Partisanen und über 40 Deportierten. Rivalta hatte damals etwa 2000 Einwohner. Ab den sechziger Jahren erlebte Rivalta auch aufgrund des Baus einer Fiat-Fabrik eine starke demografische Entwicklung.

## Gemeindepartnerschaft
Es besteht eine Partnerschaft mit der französischen Gemeinde Vif.